# Moïnam
Moïnam est un village du Cameroun situé dans le département de la Kadey et la région de l'Est. Il fait partie de la commune de Ouli.

## Population
En 2005, le village comptait 136 habitants.
Lors du recensement de 2012, on y dénombrait 63 personnes dont 19 hommes, 22 femmes, 13 jeunes de moins de 16 ans et 9 enfants de moins de 5 ans.